# Listă de primari ai municipiului Vaslui
Primarii orașului Vaslui din anul 1860